# Beniamino Gigli
Beniamino Gigli (20. března 1890 Recanati – 30. listopadu 1957 Řím) byl italský operní zpěvák, tenor. Měl jeden z nejkrásnějších hlasů dvacátého století a byl považován za nástupce Enrica Carusa. Jeho tenor byl v podstatě lyrický, nicméně velmi dobře zvládal i dramatické party. Gigliho projev se vyznačoval vynikající technikou a obdivuhodnou kantilénou. Byl vynikajícím interpretem veristické opery i lyrického repertoáru Verdiho. Světovou popularitu si získal rovněž přednesem italských písní a romancí. 

## Život

### Pěvecká kariéra
Pocházel z chudé početné rodiny ševce a kostelníka ve městě Recanati nedaleko poutního místa Loreto. Už v sedmi letech zpíval v dětském sboru v místní katedrále a jeho hlas budil pozornost. Toužil se stát zpěvákem, ale musel přispívat na obživu rodiny. Vystřídal různá zaměstnání (např. pomocník v lékárně), přivydělával si hrou na saxofon a současně bral hodiny zpěvu u varhaníka Lazzariniho, ředitele sboru Svatého domu v Loretu. Postupně se stával známým v širším okolí. V 15 letech vystupoval v operetě v Maceratě a další úspěchy přesvědčily rodinu, že souhlasila s jeho odchodem do Říma. 
Po krátkém období několika měsíců vojenské služby během italsko–turecké války v roce 1912 získal stipendium a konečně se mohl zapsat na konzervatoř Santa Cecilia, kde studoval pod vedením Enrica Rosatiho a Antonia Cotogniho. 
V roce 1914 získal první cenu v mezinárodní pěvecké soutěži v Parmě.

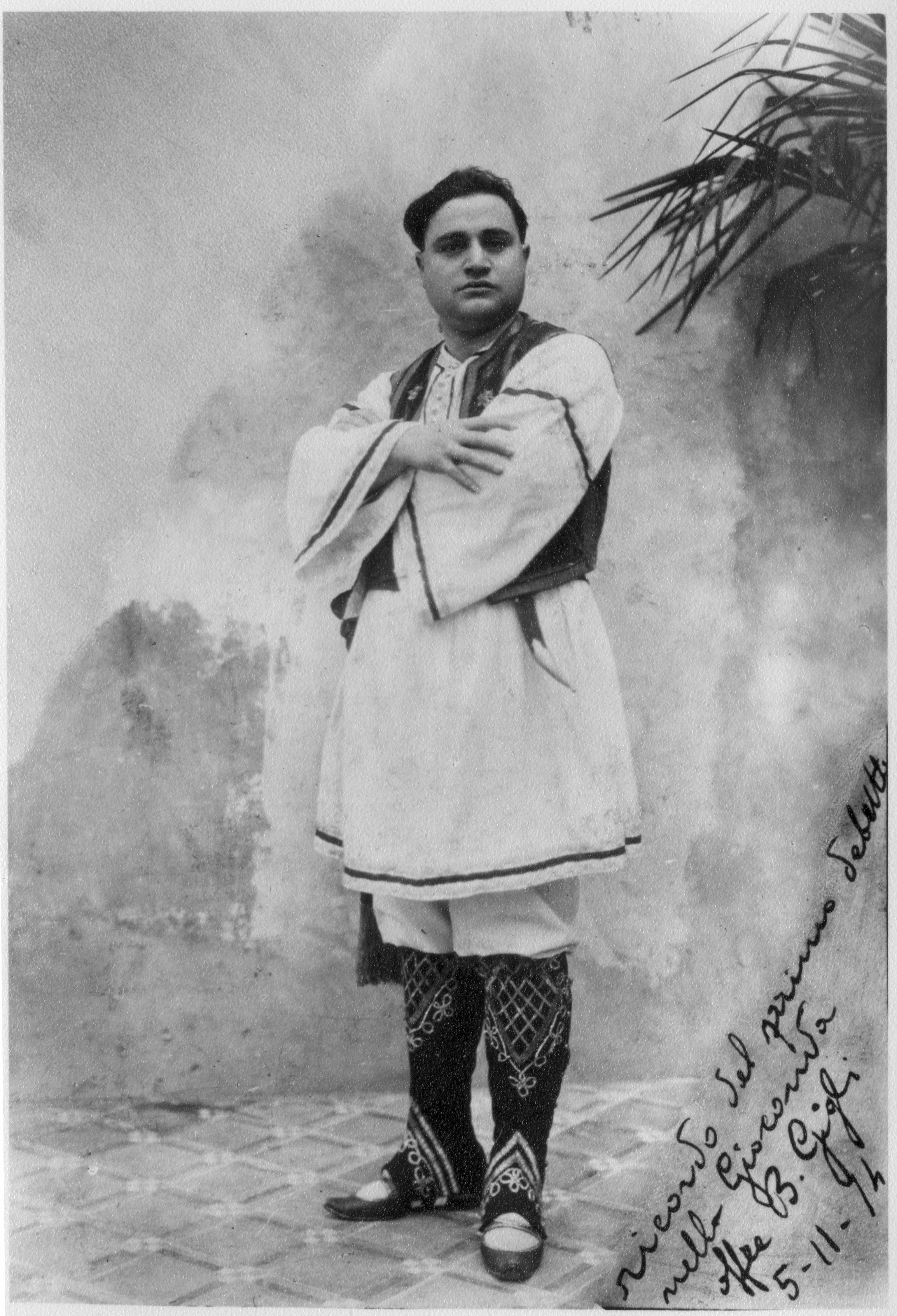
Gigli v kostýmu Enza z opery La Gioconda (1914)

Jeho operní debut přišel 15. října 1914, kdy hrál Enza v opeře La Gioconda Amilcare Ponchielliho. Role Fausta v opeře Mefistofeles mu pak otevřela brány dalších operních domů: Teatro Massimo v Palermu (31. března 1915), Teatro San Carlo v Neapoli (26. prosince 1915), Teatro Costanzi v Římě (26. prosince 1916), La Scala v Miláně (19. listopadu 1918). V poválečných letech se jeho sláva rozšířila po celé Evropě, několik měsíců zpíval v Jižní Americe. Nakonec dostal od Artura Toscaniniho pozvání do Metropolitní opery v New Yorku, kde 26. listopadu 1920 vystoupil v opeře Mefistofeles.
V „Met“ pak prožil nejslavnější roky své kariéry. Jeho vrcholy byly role Edgarda v Donizettiho Lucii z Lammermooru, Rodolfo v Bohémě Giacoma Pucciniho a titulní roli v opeře Andrea Chénier Umberta Giordana. Ve stejném období cestoval po Evropě (včetně svého významného debutu 27. května 1930 v Covent Garden v Londýně v opeře Andrea Chenier) a Jižní Americe. V Praze měl koncertní vystoupení poprvé v roce 1929.  Kromě operního repertoáru zpíval na koncertních turné písně a romance, které později nahrával i na gramofonové desky. Mezi jeho nejpopulárnější skladby patřily O sole mio, Non ti scordar di me a Mamma. Každé léto se s rodinou vracel do Itálie, kde si nechal postavit vilu v blízkosti rodného města Recanati.
Po smrti Enrica Carusa v roce 1921 americký tisk Gigliho s oblibou označoval jako „Caruso Secondo“ (Druhý Caruso), k jeho nevelké libosti. S humorem oponoval, že by byl raději „Gigli Primo“. Na prknech Metropolitní opery skončil v roce 1932, po sporech o výši mzdy a celkovém vyhrocení vztahů s ředitelem opery Giuliem Gatti-Casazzou.
Gigli se vrátil do Itálie, kde se jeho domovskou scénou stalo Operní divadlo v Římě. Až do vypuknutí 2. světové války účinkoval v řadě evropských měst i v Jižní Americe. V sezóně 1938–1939 absolvoval několik operních představení v Metropolitní opeře. Od poloviny třicátých let se Gigli objevoval i na filmovém plátně.
Byl oblíbeným zpěvákem italského diktátora Benita Mussoliniho. V roce 1937 mu zazpíval fašistickou hymnu Giovinezza, za což byl na konci války kritizován. I přesto však byl návrat na jeviště v roce 1945 triumfální. V Teatro Regio v Parmě s ním v opeře La Traviata vystoupila i jeho dcera Rina, která tím zahájila kariéru sopranistky.
V 50. letech však více koncertoval, než vystupoval na operním jevišti. Před svým odchodem na odpočinek v roce 1955 absolvoval vyčerpávající světovou sérii rozlučkových koncertů, což mu podlomilo zdraví. V závěrečných dvou letech života stihl ještě sepsat paměti.

### Osobní život
Gigli se v roce 1915 oženil v Římě s Constanzou Cerroniovou. Z manželství se narodily dvě děti, dcera Rina (1916) a syn Enzo (1919).
Od roku 1932 udržoval tajný milostný poměr s Lucií Vigaraniovou, během kterého se narodily tři děti.
Byl velkým ctitelem a podporovatelem kněze Pia z Pietrelciny, jenž byl jeho zpovědníkem a pomáhal mu řešit morální dilema a důsledky tohoto mimomanželského vztahu.
Beniamino Gigli zemřel 30. listopadu 1957 v Římě na selhání srdce po těžkém zápalu plic. Je pohřben v rodinné hrobce v Recanati. V rodném městě se nachází Gigliho muzeum v jednom ze sálů historického divadla Giuseppe Persianiho.